# Kenny Rollins
Kenny Rollins   (Charleston, 14 de setembre de 1923 - Greencastle, 9 d'octubre de 2012) fou un jugador de bàsquet estatunidenc, guanyador d'una medalla olímpica. Jugava de base.
Va ser membre dels Fabulous Five de la Universitat de Kentucky, que van guanyar el torneig de la NCAA de 1948. Aquell mateix any va prendre part en els Jocs Olímpics de Londres, on guanyà la medalla d'or en la competició de bàsquet.
La seva carrera universitària va ser interrompuda pel servei a la Marina dels Estats Units durant la Segona Guerra Mundial. Posteriorment va jugar professionalment pels Chicago Stags de la BAA i l'NBA, els Louisville Alumnites de la National Professional Basketball League i els Boston Celtics de l'NBA .